# Двулопастник арабский
Двулопастник арабский (лат. Schismus arabicus) — вид травянистых растений рода Двулопастник (Schismus) семейства Злаки (Poaceae).

## Ботаническое описание

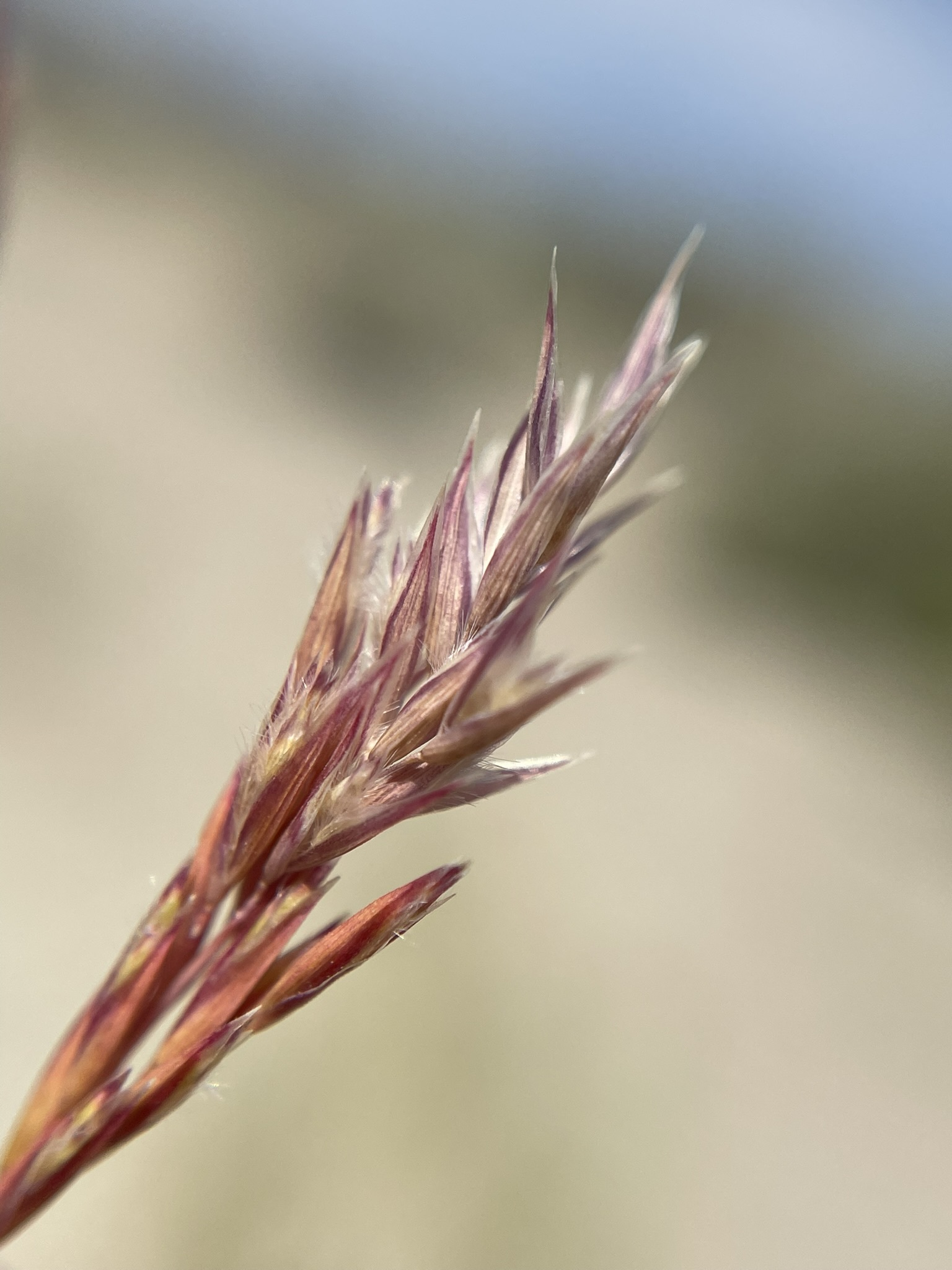
Соцветие

Маленькое однолетнее травянистое растение с тонкими мочковатыми корнями и при самом основании разветвленными стеблями с более или менее многочисленными прямыми или несколько раскинутыми голыми ветвями 3—12 см высотой и ¼—½ мм толщиной, образующими небольшие кустики. Листья зелёные, вдоль свернутые и очень узкие, нитевидные, ¼—½ мм шириной или отчасти плоские до 1 мм шириной, вместе с немного вздутыми влагалищами голые или листья на верхней стороне с редкими длинными волосками. Вместо язычка пучок длинных (2—3 мм длиной) и тонких волосков.
Соцветие — сжатая, почти продолговато-яйцевидная метёлка, 1—2,5 см длиной и 3—10 мм шириной со слабо шероховатыми ветвями. Колоски 6—8-цветковые, несильно сжатые с боков, 5—7 мм длиной. Колосковые чешуйки эллиптически-ланцетовидные, острые, с 3—5 жилками, голые, светло-зелёные, по краям широко-беловато-плёнчатые, между собой лишь немного неравные. Наружная прицветная чешуйка около 3 мм длиной, почти яйцевидная, на ⅓ надрезанная на 2 остроугольные плёнчатые лопасти, с 7—9 жилками, снаружи в нижней половине покрытая длинными прямыми волосками; внутренняя на ¼ короче её, беловато-плёнчатая, эллиптически-ланцетовидная, острая, к основанию суженная как бы в ноготок, снаружи в нижней части также с длинными и прямыми волосками. Зерновка обратно-яйцевидная, буроватая, глянцевитая, около 1 мм длиной и ¾ мм шириной.

## Распространение и экология
Пустынные и полупустынные области Северной Африки и Евразии. На песках и галечниках, каменистых и мелкозёмистых склонах, солонцах.

## Синонимы
- Schismus arabicus var. violaceus Muschl. (1908)
- Schismus barbatus subsp. arabicus (Nees) Maire & Weiller (1939)
- Schismus barbatus var. arabicus (Nees) J.P.Sm. (2010)
- Schismus calycinus var. arabicus (Nees) Kuntze (1887)
- Schismus spectabilis Fig. & De Not. (1852)